# Liste der Mitglieder der American Academy of Arts and Sciences/1916
Im Jahr 1916 wählte die American Academy of Arts and Sciences 22 Personen zu ihren Mitgliedern.

## Neu gewählte Mitglieder
- John Wallace Baird (1869–1919)
- Thomas Barbour (1884–1946)
- George Hunt Barton (1852–1933)
- Isaiah Bowman (1878–1950)
- John Lewis Bremer (1874–1959)
- Emory Leon Chaffee (1885–1975)
- John Bates Clark (1847–1938)
- William Bullock Clark (1860–1917)
- Bradley Moore Davis (1871–1957)
- Frank Johnson Goodnow (1859–1939)
- Louis Herbert Gray (1875–1955)
- Thomas Hardy (1840–1928)
- Albert Bushnell Hart (1854–1943)
- Ellsworth Huntington (1876–1947)
- Charles Kenneth Leith (1875–1956)
- Frederic Thomas Lewis (1875–1951)
- Alfred Marshall (1842–1924)
- Frederick Albert Saunders (1875–1963)
- William Albert Setchell (1864–1943)
- Percy Goldthwait Stiles (1875–1936)
- William Codman Sturgis (1862–1942)
- John Osborne Sumner (1863–1938)